# 토요타 프리우스
토요타 프리우스(Toyota Prius)는 일본의 토요타가 1997년부터 판매를 개시한 세계 최초의 양산형 하이브리드 차량이다.
대한민국에는 3세대부터 정식 수입, 판매 중이다.

## 프로토타입
고연비 주행을 목적으로 한 파워트레인 시스템인 EMS(Energy Management System)를 탑재하였다. 이것은 엔진과 구동계의 효율을 큰 폭으로 향상시켜서 정차시 엔진 정지 등 획기적인 기능을 채용하며, 동급차 대비 약 2배 높은 연비인 30.0km/L의 실현을 목표로 하고 있었다. 안전 사양으로는 측면 충돌에 대응하기 위한 사이드 에어백 등 모두 6개의 에어백이 있었다. 계기판은 중앙이 아닌 운전석 쪽에 배치한 전통적인 형태로 적용되고 있었다.

## 1세대
1997년 12월에 세계 최초로 양산된 하이브리드 차량으로 출시되었다. 디자인은 역대 셀리카 등을 다룬 토요타의 미국의 디자인 거점인 CALTY가 담당했으며, 미래로부터 온 차의 이미지에 맞게 공기 저항 감소에 크게 기여할 수 있게 디자인되었다. 구동 유닛은 THS(Toyota Hybrid System)로 불리는 앳킨슨 사이클 방식의 1NZ-FXE형 가솔린 엔진과 1CM형 영구 자석식 동기 모터를 병행해 동력을 발생시키도록 했다. 1CM형은 이후 2CM형으로 개량되었다. 출시 당시 일본 기준 연비는 28.0km/L(10·15 모드 기준)로 가솔린 엔진이 장착된 차로서는 경이적이였으나, 당시의 코롤라와 비교해 가격이 비싸서 1세대는 큰 성공을 거두지 못했다. 프로토타입에서는 계기판이 운전석 쪽에 배치되었으나, 양산으로 이어진 1세대에는 중앙에 위치했다. 역대 프리우스 중 프로토타입을 제외하면 유일하게 바디 타입이 세단으로 나왔다.

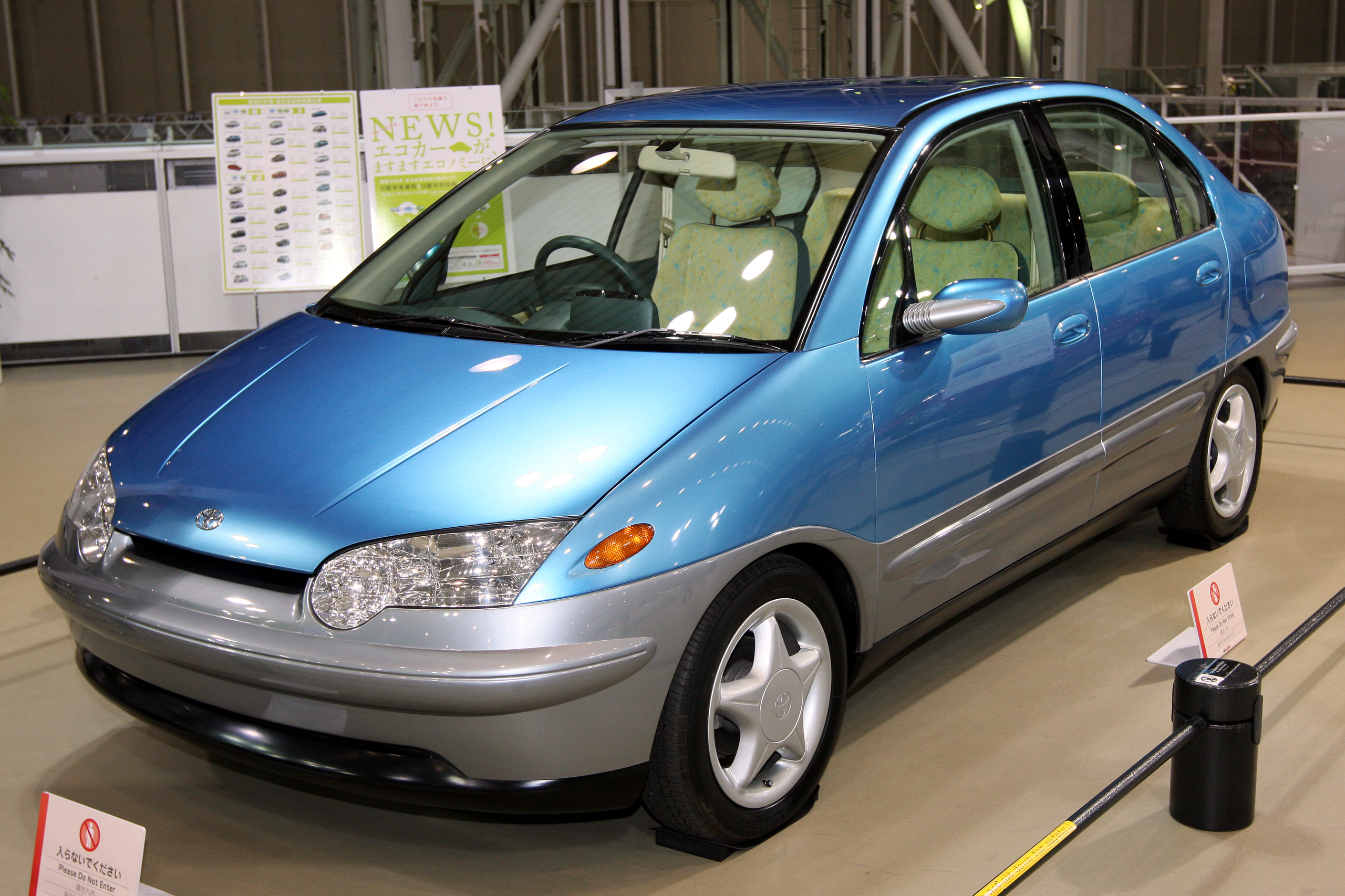
프로토타입
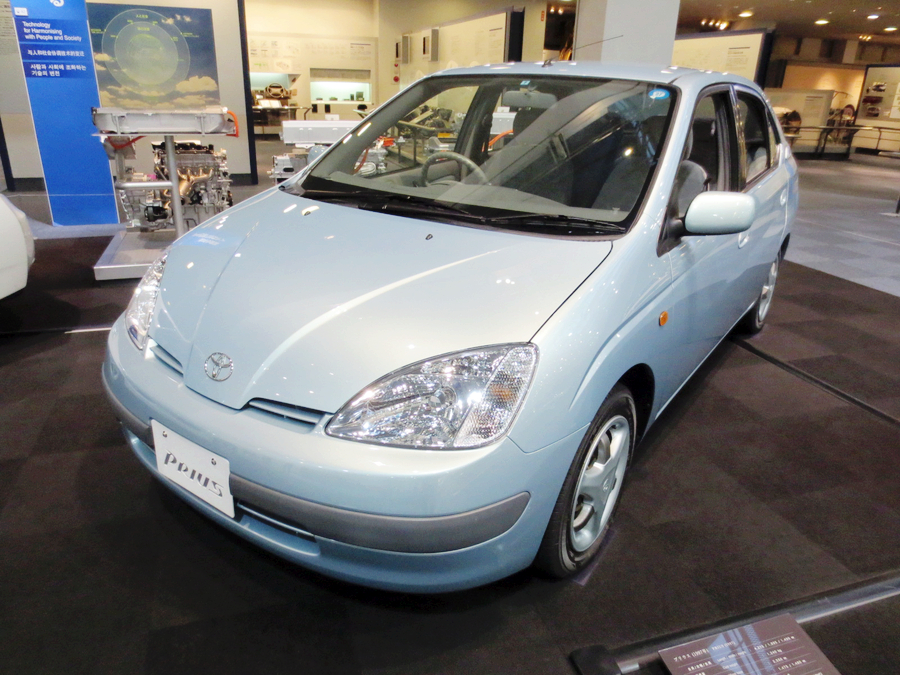
양산형

## 2세대
동일한 차명을 쓴 차가 풀 모델 체인지를 통해 바디 타입이 달라지는 것은 이례적인 일이지만, 2세대는 5도어 해치백으로 변경되었다. 2003년 8월에 출시되었으며, 일본 굿 디자인 대상을 수상했다. 축거가 2,700mm로 늘어났고, 휠 허브는 1세대의 4개에서 2세대에는 5개로 변경되었다. 구동 유닛은 THS-Ⅱ라고 불리는 THS의 개량형으로, 엔진은 1세대와 같이 1NZ-FXE형을 적용되었다. 하지만 연비는 한층 더 향상해 35.5km/L(10·15 모드 기준)가 되며, 4인승 이상의 양산형 하이브리드 차량으로서는 당시 세계 최고 수준의 연비를 달성했다. 키를 주머니에 넣은 채로 차에 가까이 다가가면 잠금 해제가 되는 키리스 오픈 도어, 후방 카메라의 영상에서 장소를 지정하는 것만으로 주차할 때 핸들 조작을 자동화할 수 있는 세계 최초의 인텔리전트 주차 어시스트 등의 최신 기술이 투입되었다.

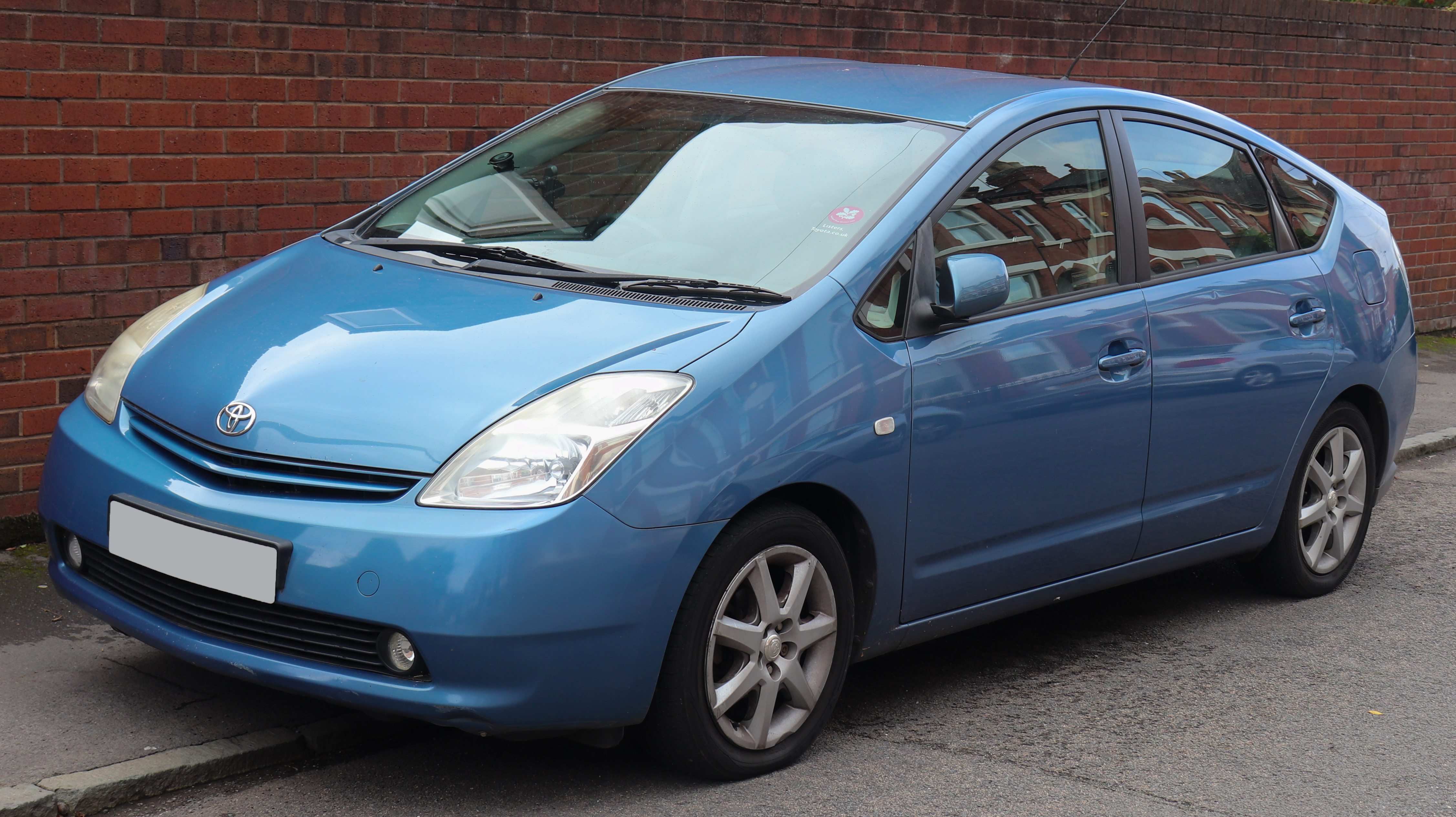
2세대

## 3세대
2009년 3월에 출시된 3세대는 2세대의 디자인을 계승하면서, 공기 저항 계수는 0.25를 기록해 2세대보다 더욱 향상되었다. 구동 유닛은 THS-Ⅱ를 적용했지만 연비 향상을 위해 엔진이 1,500cc의 1NZ계에서 1,800cc의 ZR계 2ZR-FXE형으로 변경되었고, 모터도 3JM형으로 변경되었다. 연비는 일본 기준 38.0km/L(10·15 모드 기준)로, 여전히 세계 최고 수준을 달성했다. 혼다 인사이트(2세대)의 저가격에 대응하기 위해 3세대 프리우스 역시 저가격에 판매되며, 높은 판매량을 기록하고 있다. 역대 프리우스 중 처음으로 선루프가 적용되었다.
2009년부터 대한민국에서 3세대를 시작으로 공식 판매되고 있다. 초기에는 단일 그레이드만 있었지만, 2012년 1월부터 편의 사양에 따라 S, M, E 등 3종류의 트림으로 나뉘었다. 그 중 S 트림은 태양열을 받아 전기 에너지로 바꿔 차의 환풍에 활용하는 보조 장치인 솔라 패널이 장착된다.
2014년 8월에는 대한민국 내 수입차 최초로 영업용 가솔린 택시 트림을 출시했다. 다만 가솔린 엔진이라는 제약 사항으로 인해, 상대적으로 LPG 충전소가 적은 지역에서 간간히 팔린 정도였다.

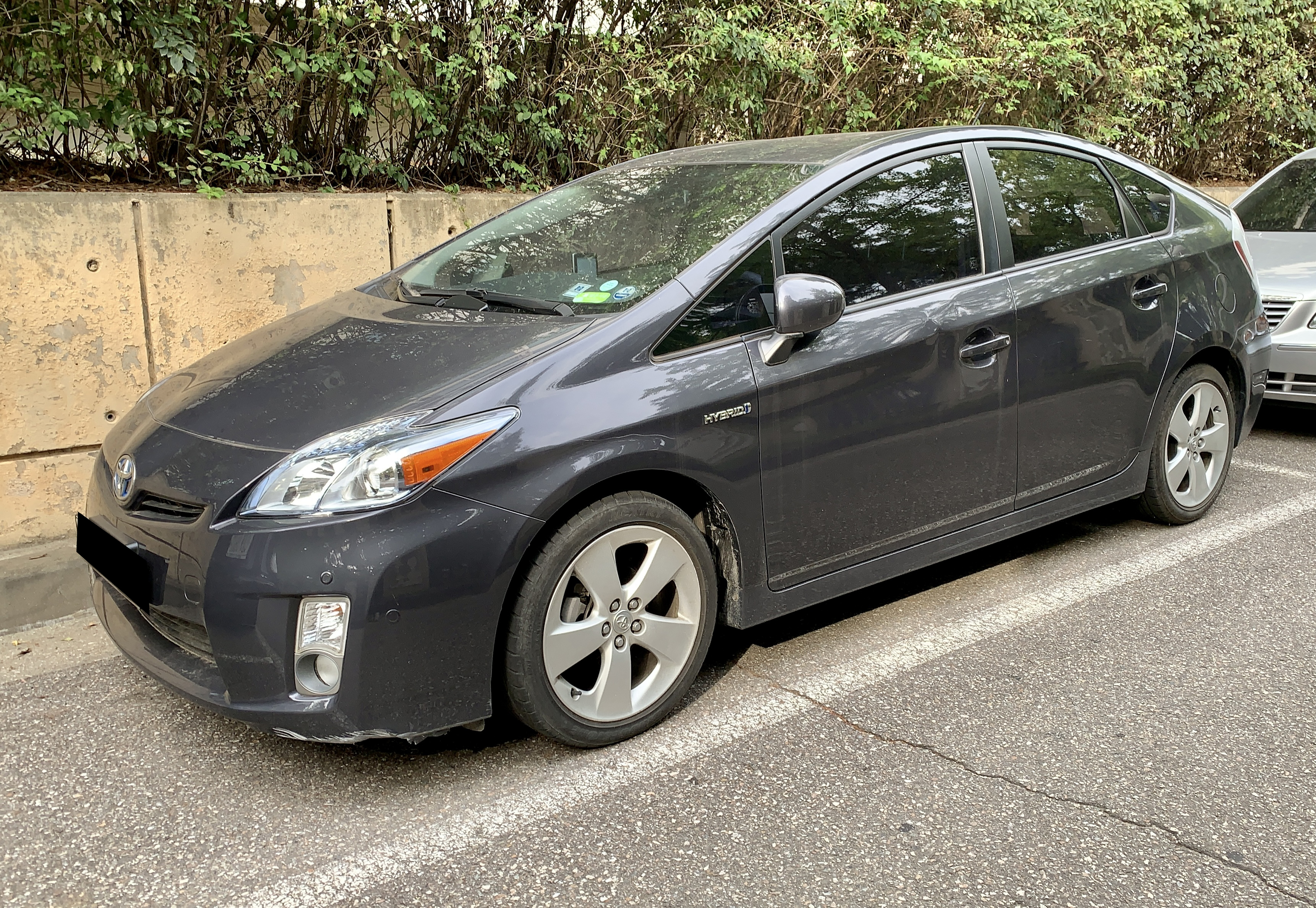
3세대 정측면
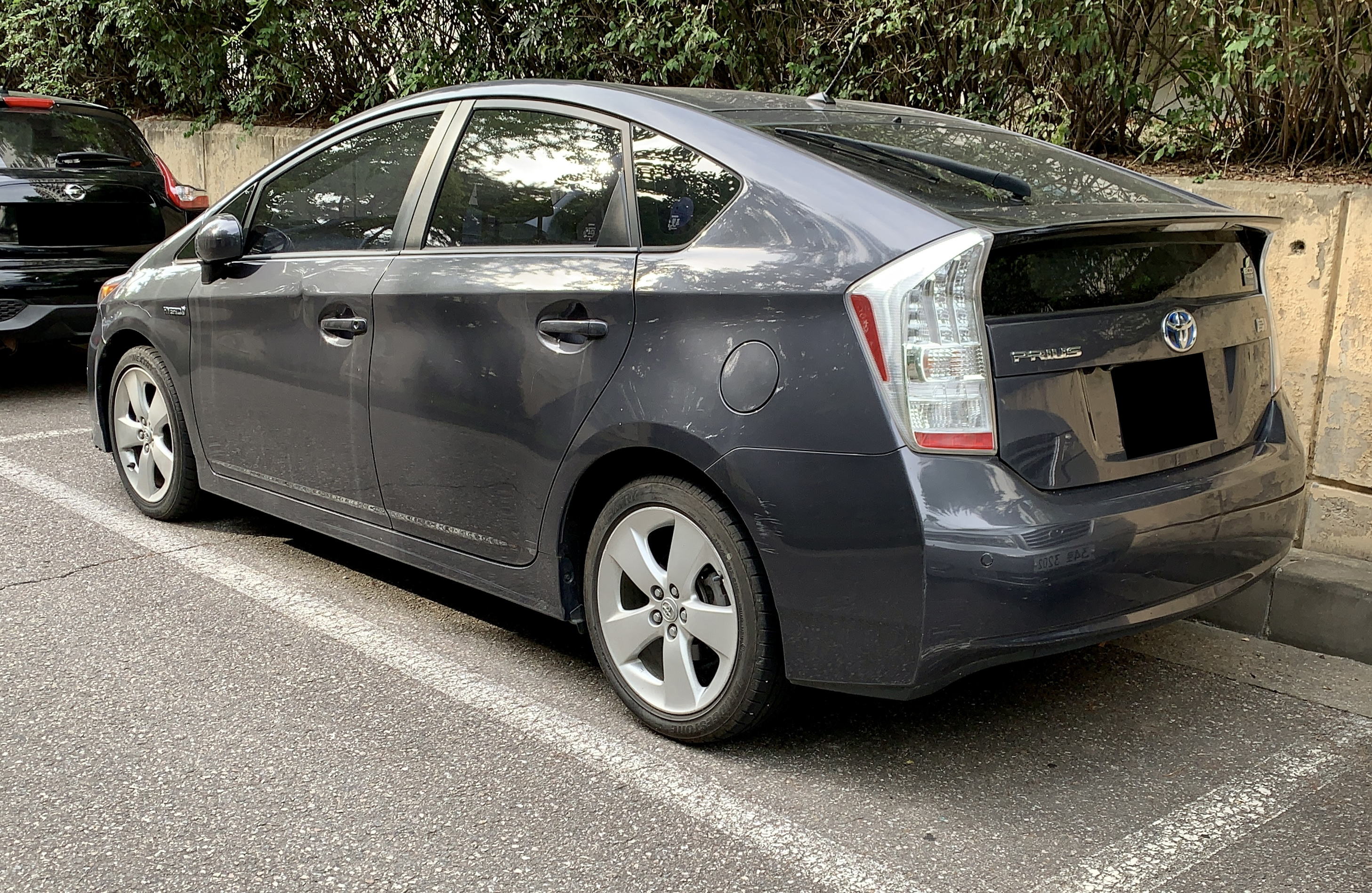
3세대 후측면

## 4세대
2015년 12월에 출시된 4세대는 코다마 슌사쿠의 지도하에 양산형 FCEV인 미라이의 디자인을 일부 참고하여 그간의 프리우스에서 볼 수 없던 파격적인 디자인으로 탈바꿈하였다. 연비는 일본 기준 40.8km/L(E 트림, JC 08모드 기준)이며, 열 효율을 개선한 엔진과 크기를 줄인 모터 및 배터리가 장착된 덕분이다. 토요타가 추진 중인 TNGA-K 전륜구동 플랫폼을 처음으로 적용해 차체 중심을 낮추고, 주행 성능을 높였다. 4륜구동(E-Four)도 추가되었으며, 후륜에 모터가 추가되어 구동하는 방식이다. 트렁크에 내장되었던 배터리의 위치를 뒷좌석 밑으로 옮겨서 트렁크 공간의 활용도와 공간이 개선되었다.
대한민국에는 2016년 3월에 판매가 시작되었으며, 2020년 4월에 4륜구동(E-Four)이 추가됐다.
2017년에는 플러그인 하이브리드 사양인 프리우스 프라임이 출시되었으며, 연료주입구와 전기충전구를 양쪽으로 배치함에 따라 전기충전구는 앞 펜더가 아닌 뒤쪽 펜더에 있다.

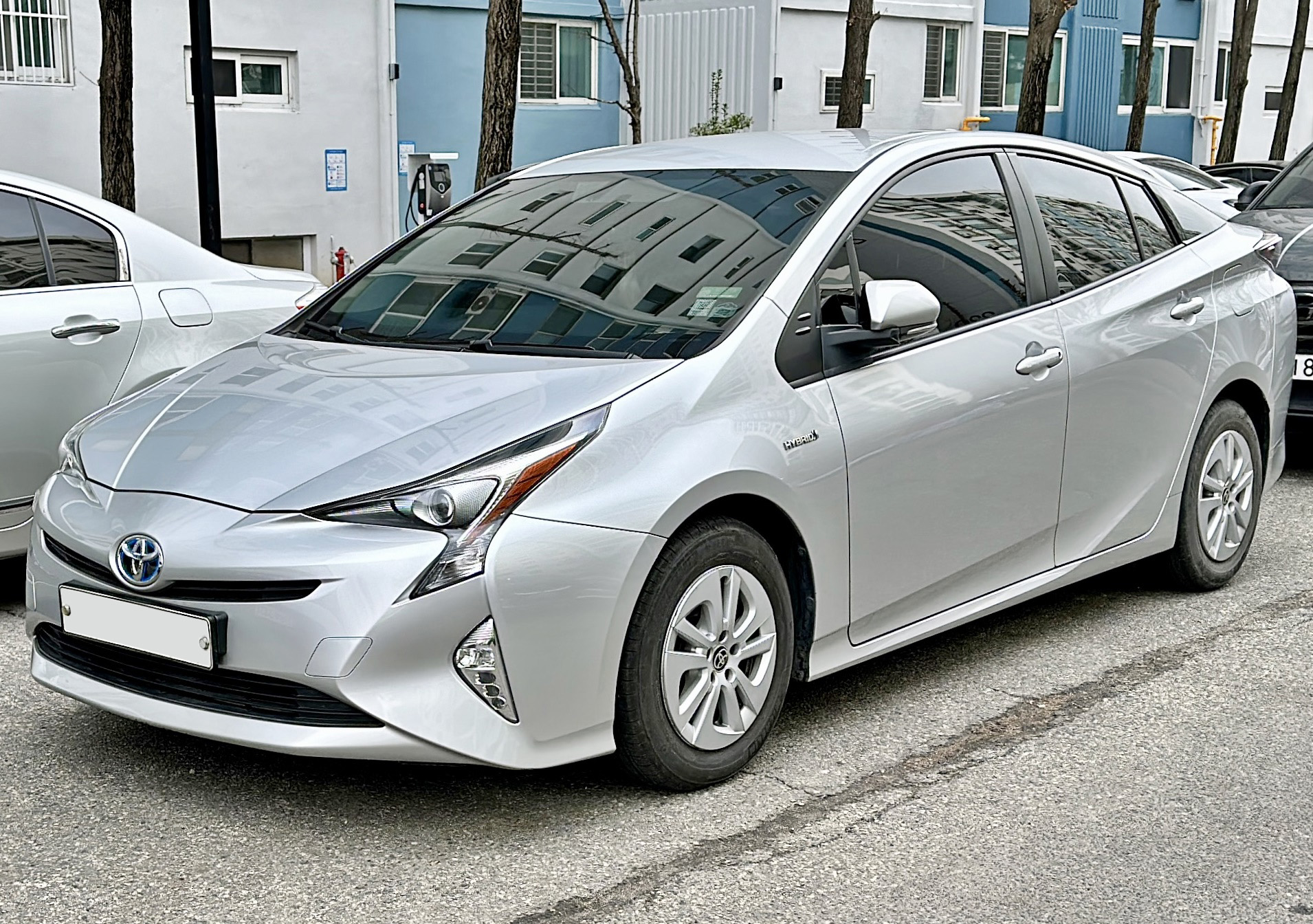
페이스리프트 이전
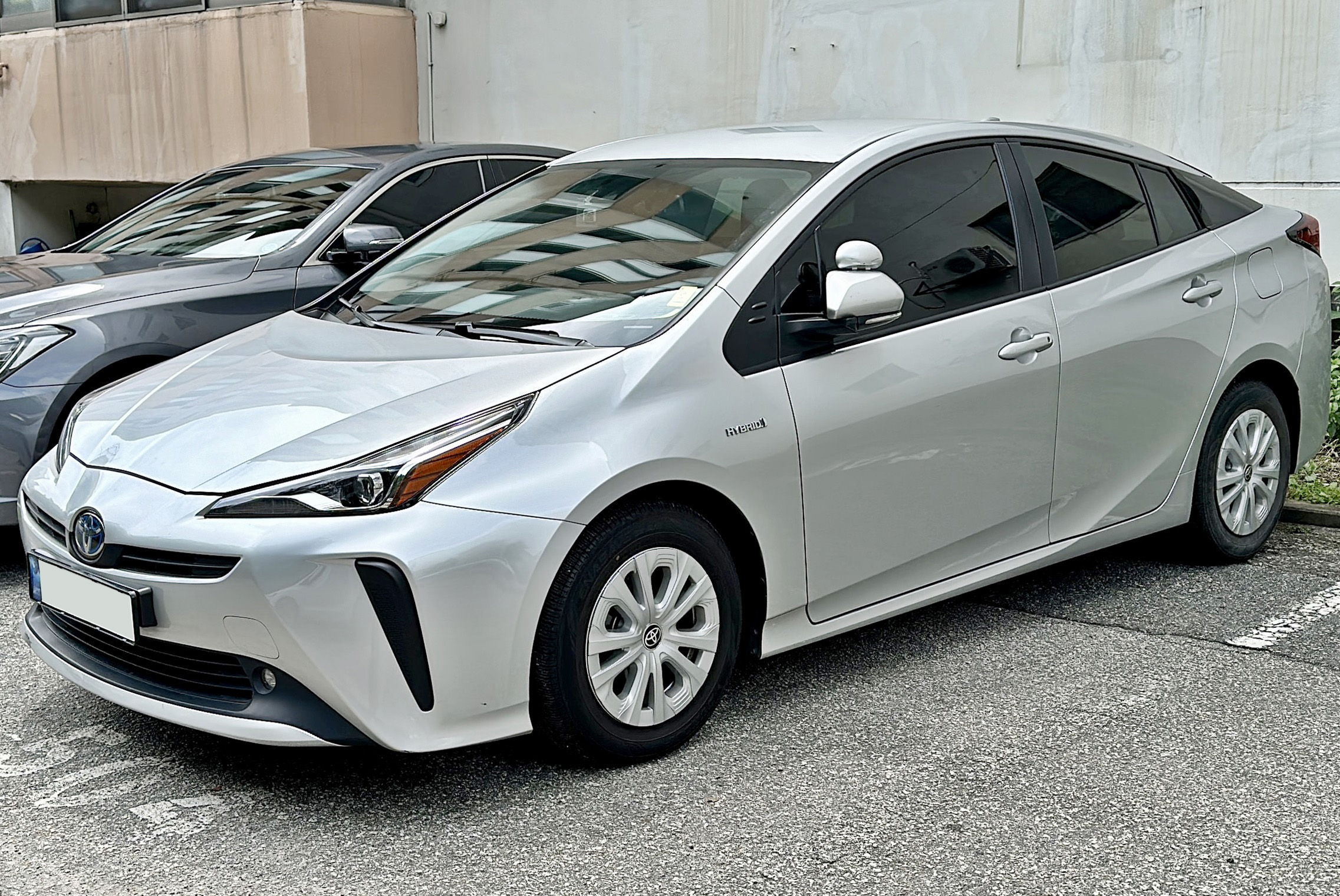
페이스리프트 이후
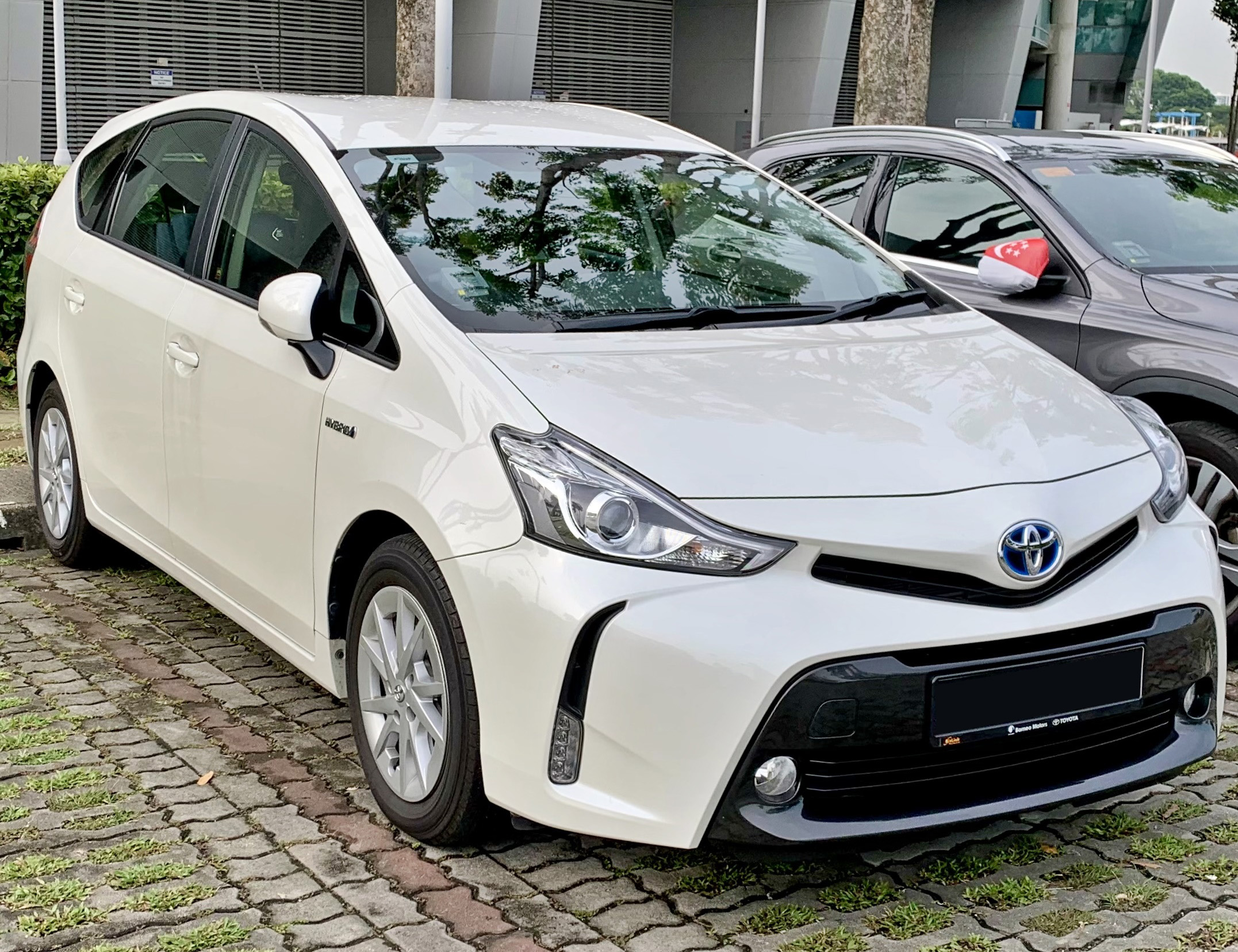
프리우스 V

## 5세대
2022년 11월 16일에 정식으로 공개되었다. 기존 1.8리터 엔진은 최하위 트림에만 나오고, 다이나믹포스 2.0리터 엔진이 추가됐다. 140마력 1.8리터 엔진은 일본 내수용에만 장착한다. 플러그인 하이브리드는 최고 사양에 적용되며, 4세대처럼 양쪽으로 배치하기 때문에 오른쪽 후면 펜더에 전기 충전구가 있다.
대한민국에는 2023년 11월 16일부터 사전 계약을 받은 후, 동년 12월 13일에 출시했다. 대한민국 복합연비는 플러그인형 19.6km/L, 일반형 20.9km/L다.

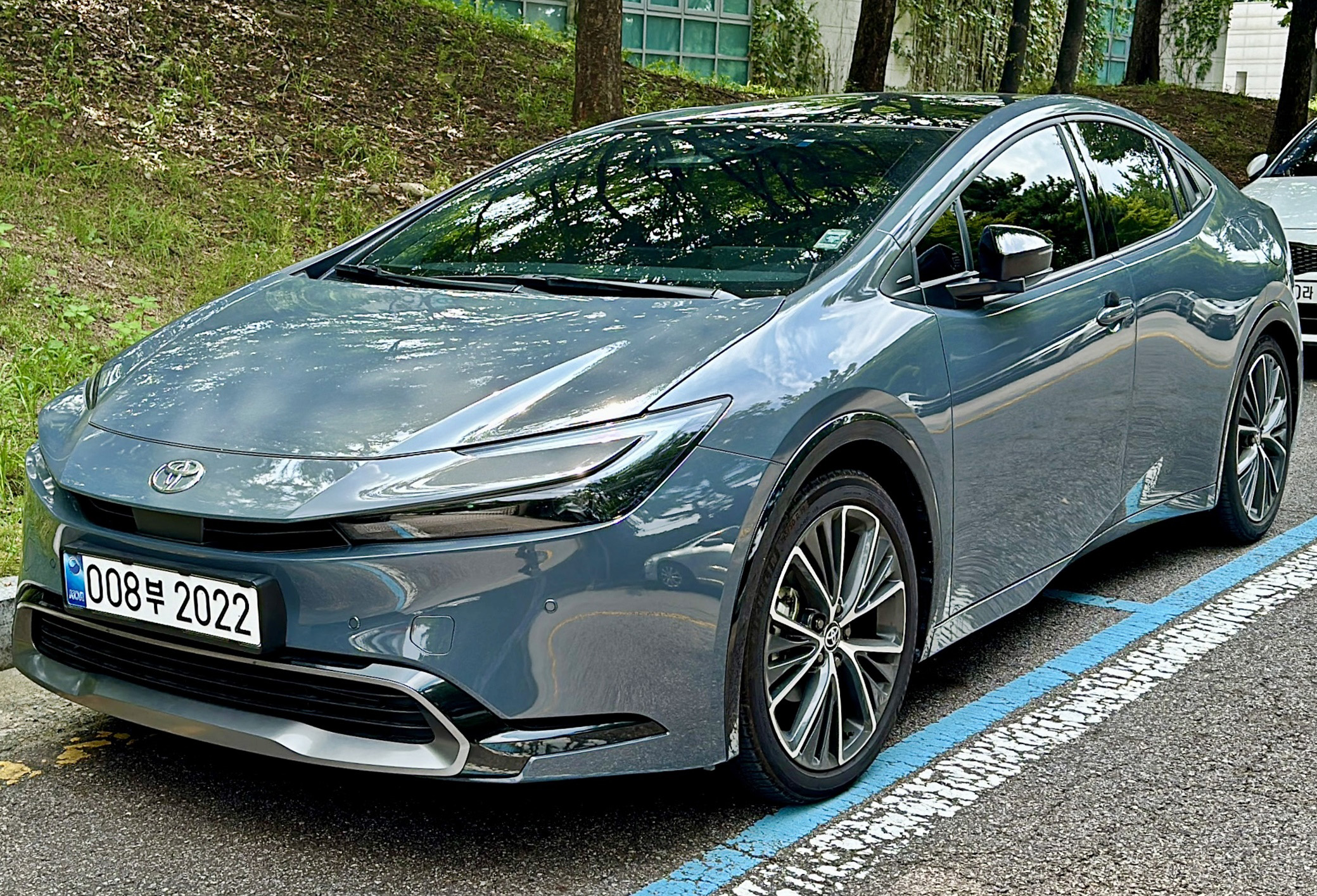
5세대 정측면